# Tamborita calentana

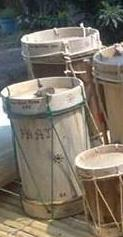
Tamboritas calentanas

La tamborita o tamborita de Tierra Caliente es un instrumento de percusión mexicano. Se usa en los conjuntos de musicales Tierra Caliente del Balsas, en los estados mexicanos de Guerrero, Michoacán y Estado de México. 
Tambor de doble parche de cuero, tradicionalmente fabricado con Parota, puede ser de las ramas, que produce una tonalidad oscura en la madera o de la raíz, con una madera clara. Los aros son del arbusto acinchete, aunque por su dureza, ahora muchos constructores utilizan el cahulote; y se tensaba con cuerdas de lechuguilla, ahora de pita de algodón, o de plástico, con una disposición al tambor de tipo militar europeo, con tensores de cuero. Se toca con dos baquetas de madera de parota, llamados localmente como "bolillos", en general, a los largos, que producen un sonido agudo, y se le llama "bola", al más corto que cubre su punta con un cojincillo, forrado de piel y lana, que amortigua el sonido, y produce una tonalidad grave. Se puede tocar de pie, con un tahlí de cuero para sostenerla del hombro, o también sentado en una silla o taburete, y entonces el músico se sienta sobre el tahlí y coloca el instrumento entre sus piernas, apretando con las pantorrillas. 
La tamborita acompaña a guitarras y violines en los sones, gustos, indias, malagueñas de la música de Tierra Caliente de la depresión del río Balsas, los cuales usan patrones rítmicos de origen africano, además de la síncopa, la sesquiáltera (alternancia de compases de 3/4 y 6/8) con numerosos "redobles" o adornos rítmicos.

## Enlaces
- Foto de tamborita
- Foto de tamborita
- Son calentano
- La pura puntita, la pura puntita... La tamborita: un instrumento que los milicianos pardos llevaron a la Tierra Caliente

- Datos: Q7681062